# White Wives
White Wives is een Amerikaanse punkband uit Pittsburgh, Pennsylvania. De band is opgericht in de zomer van 2010 door leden van verschillende andere bands waaronder Anti-Flag, The Code, Dandelion Snow en American Armada. De naam van de band is afgeleid van de Amsterdamse provo-beweging uit de jaren 60. De band bracht zijn eerste ep, Situationists, uit via het label Lock and Key Collective in februari 2011. Waarna ze hun debuutalbum, Happeners, in hetzelfde jaar door Adeline Records lieten uitgeven.

## Leden
- Roger Lawrence Harvey - zang, gitaar (2010–heden)
- Chris "#2" Barker - zang, gitaar (2010–heden)
- Chris Head - gitaar (2010–heden)
- Tyler Kweder - drums (2010–heden)
- Chris Stowe - basgitaar (2011–heden)
- Josh Massie - keyboard, trompet (2011–heden)

## Discografie

### Studioalbums
- Happeners (2011)

### Singles en ep's
- Situationists (ep, 2011)
- "Indian Summer" (single, 2011)
- Live at 222 Ormsby (ep, 2012)
- Howls for Sade (ep, 2013)
- "Self Titled" (single, 2013)